# Schnottwil
Schnottwil är en ort och kommun i distriktet Bucheggberg i kantonen Solothurn, Schweiz. Kommunen har 1 150 invånare (2023).